# 梅尔文·特维拉尔
梅尔文·特维拉尔（荷蘭語：Melvin Twellaar，1996年12月23日—），荷兰男子赛艇运动员，2020年夏季奥林匹克运动会男子双人双桨银牌得主、2024年夏季奥林匹克运动会男子双人双桨银牌得主。